# 圣马丹瓦尔默鲁
圣马丹瓦尔默鲁（法語：Saint-Martin-Valmeroux，法語發音：[sɛ̃ maʁtɛ̃ valməʁu]）是法国康塔尔省的一个市镇，位于该省西部，属于莫里亚克区。

## 地名
法语人名在日常人名译名以及《世界人名翻譯大辭典》、《法语姓名译名手册》等主流人名译名类书籍资料中多译作“马丁”，不过在《世界地名翻译大辞典》、《世界地名译名词典》和《法国地图册》等主流地名译名类书籍资料中多译作“马丹”。

## 地理
圣马丹瓦尔默鲁（45°7'3"N, 2°25'30"E）面积25.92 平方千米，位于法国奥弗涅-罗讷-阿尔卑斯大区康塔爾省，该省份为法国中南部省份，位于法國中央高原中心，北起科雷兹省、上盧瓦爾省和多姆山省，西接洛特省和科雷兹省，南至阿韦龙省和洛特省，东临上盧瓦爾省和洛泽尔省。
与圣马丹瓦尔默鲁接壤的市镇（或旧市镇、城区）包括：德吕雅克、丰唐日、圣博内德萨莱尔、圣沙芒、圣西尔格德马尔贝、圣厄拉利、圣保罗德萨莱尔、圣普罗热德萨莱尔。
圣马丹瓦尔默鲁的时区为UTC+01:00、UTC+02:00（夏令时）。

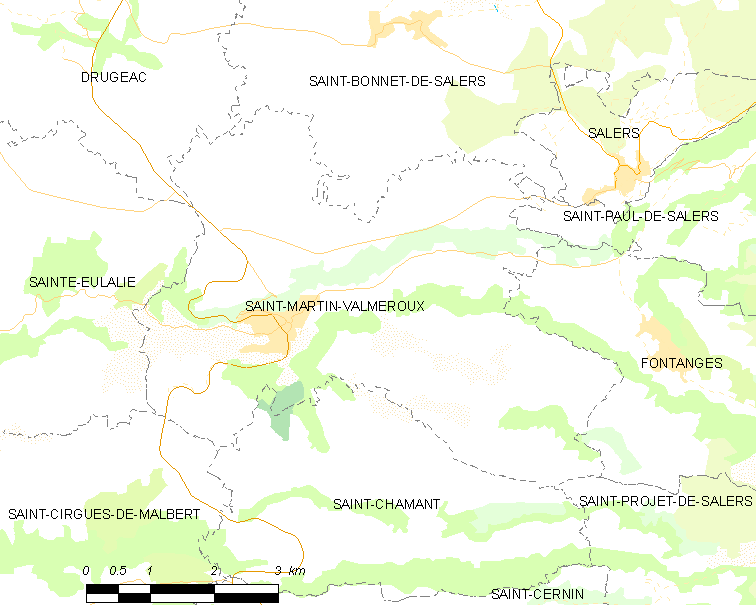
圣马丹瓦尔默鲁的OSM定位图

## 行政
圣马丹瓦尔默鲁的邮政编码为15140，INSEE市镇编码为15202。

## 政治
圣马丹瓦尔默鲁所属的省级选区为莫里亚克县。

## 人口

1962-2008年间圣马丹瓦尔默鲁人口变化图示

圣马丹瓦尔默鲁于2022年1月1日时的人口数量为713人。